# Angélus (cotre)
Pour les articles homonymes, voir Angélus (homonymie).
L'Angélus est un cotre à corne, partiellement ponté.
Son immatriculation est : Cm 267549, (quartier maritime de Camaret).
Il a obtenu le label BIP (Bateau d'Intérêt Patrimonial)  en 2014. 

## Histoire
L'Angélus est un ancien bateau de pêche à moteur de Portsall. Construit en 1954, il a d'abord servi à la pêche au poisson de ligne,  puis au homard à l'île de Sein. Il a pratiqué la pêche au filet, au départ de Camaret, jusqu'au milieu des années 1960.
L'association camarétoise les Amis de la Mer , en 1990, en a effectué la restauration pour le transformer en voilier de plaisance. 
Il est, depuis 1990, présent à toutes les fêtes maritimes locales comme Brest 2000, Brest 2004, Brest 2008, Les Tonnerres de Brest 2012 et Brest 2016...

## Caractéristiques techniques
Il est gréé en cotre à corne et ne possède qu'un seul mât. Il possède quatre voiles : une grand-voile et une flèche, un foc et une trinquette sur le bout-dehors.